# シェヒンゲン
シェヒンゲン (ドイツ語: Schechingen) は、ドイツ連邦共和国バーデン＝ヴュルテンベルク州シュトゥットガルト行政管区のオストアルプ郡に属す町村（以下、本項では便宜上「町」と記述する）である。

## 地理

### 位置
シェヒンゲンは、シュヴェービッシュ・グミュントの北、コッハー川の南に延びるフリッケンホーファー高地に位置している。

### 隣接する市町村
この町は、北はオーバーグレーニンゲン、東はアプツグミュント、南はホイヒリンゲン、南西はゲッギンゲン、北西はエシャッハと境を接している。

### 自治体の構成
自治体としてのシェヒンゲンは、同名の村落の他に、いくつかの小集落とマールバッハ地区を含む。

### 土地利用
| 土地利用種別面積 | 農業用地 | 森林   | 住宅地 | 産業用地 | 交通用地 | 水域  | レジャー用地 | その他 |
| ---------------- | -------- | ------ | ------ | -------- | -------- | ----- | ------------ | ------ |
| 面積 (km2)       | 8.09     | 2.24   | 0.45   | 0.11     | 0.64     | 0.06  | 0.06         | 0.22   |
| 占有率           | 68.1 %   | 18.8 % | 3.8 %  | 0.9 %    | 5.4 %    | 0.5 % | 0.5 %        | 1.9 %  |

州統計局による2015年現在のデータによる。

## 歴史
シェヒンゲンは、1435年からアーデルマン・フォン・アーデルマンスフェルデン伯家の支配下にあった。帝国代表者会議主要決議に基づく陪臣化によりこの町はヴュルテンベルク領となり、オーバーアムト・アーレンに編入された。1934年にこのオーバーアムトからアーレン郡が形成された。しかしこの際にシェヒンゲンはシュヴェービッシュ・グミュント郡に移管され、1973年の郡再編で新たに設けられたオストアルプ郡に属すこととなった。
1978年8月3日、F3レベルの竜巻により、70軒の家屋が大きな損傷を負った。シェヒンゲンを通過する際、幅約 50 m、長さ 600 m の範囲で特に甚大な被害が生じた。これにより6人が軽傷を負ったが、死者はでなかった。

## 住民

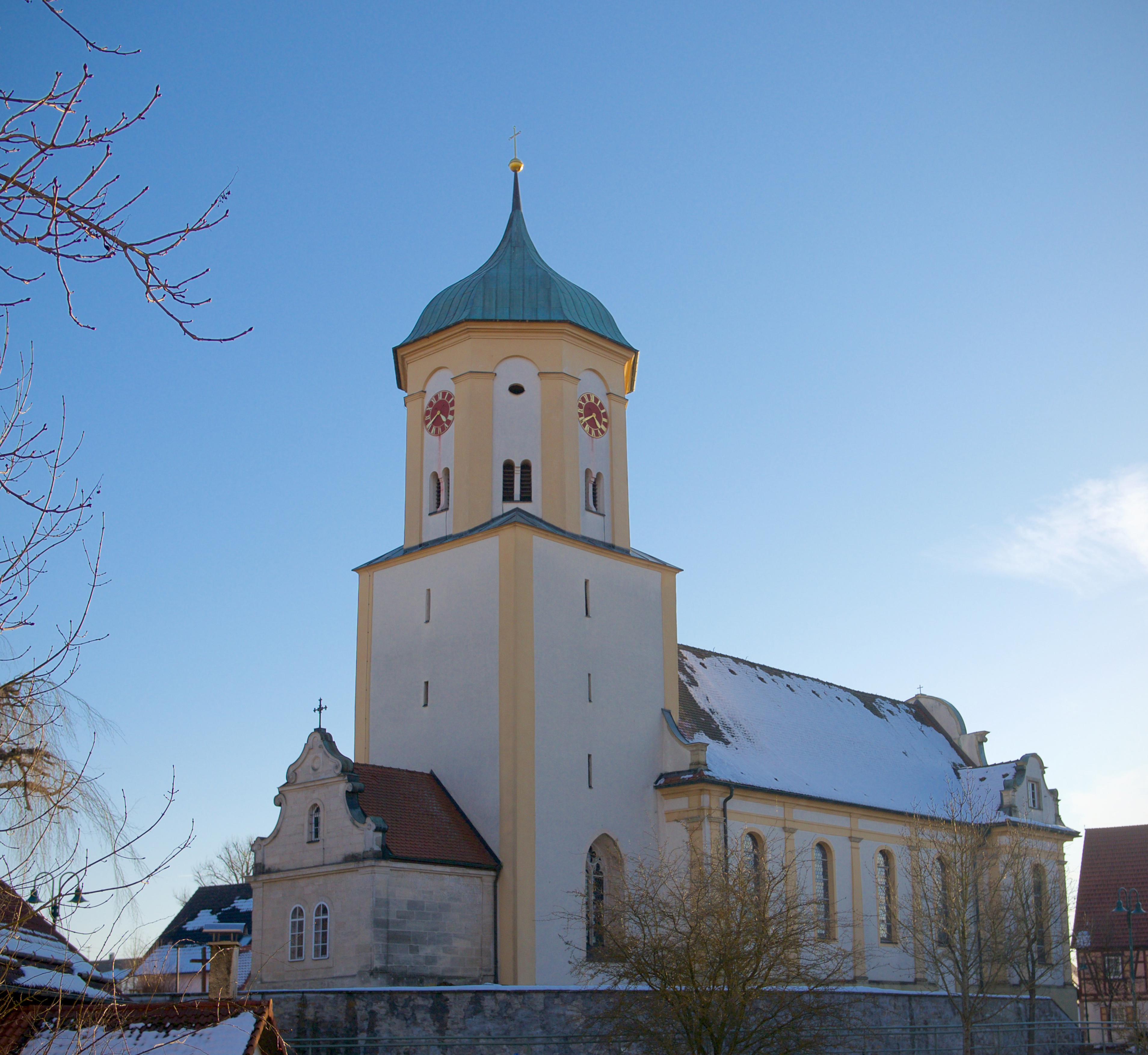
聖ゼバスティアン教会

### 宗教
宗教改革はシェヒンゲンを素通りし、この町はカトリックの信仰を保持した。現在も町にはローマ＝カトリックの聖ゼバスティアン教会があるだけである。わずかな福音主義信者はオーバーグレーニンゲン教会に属している。

## 行政

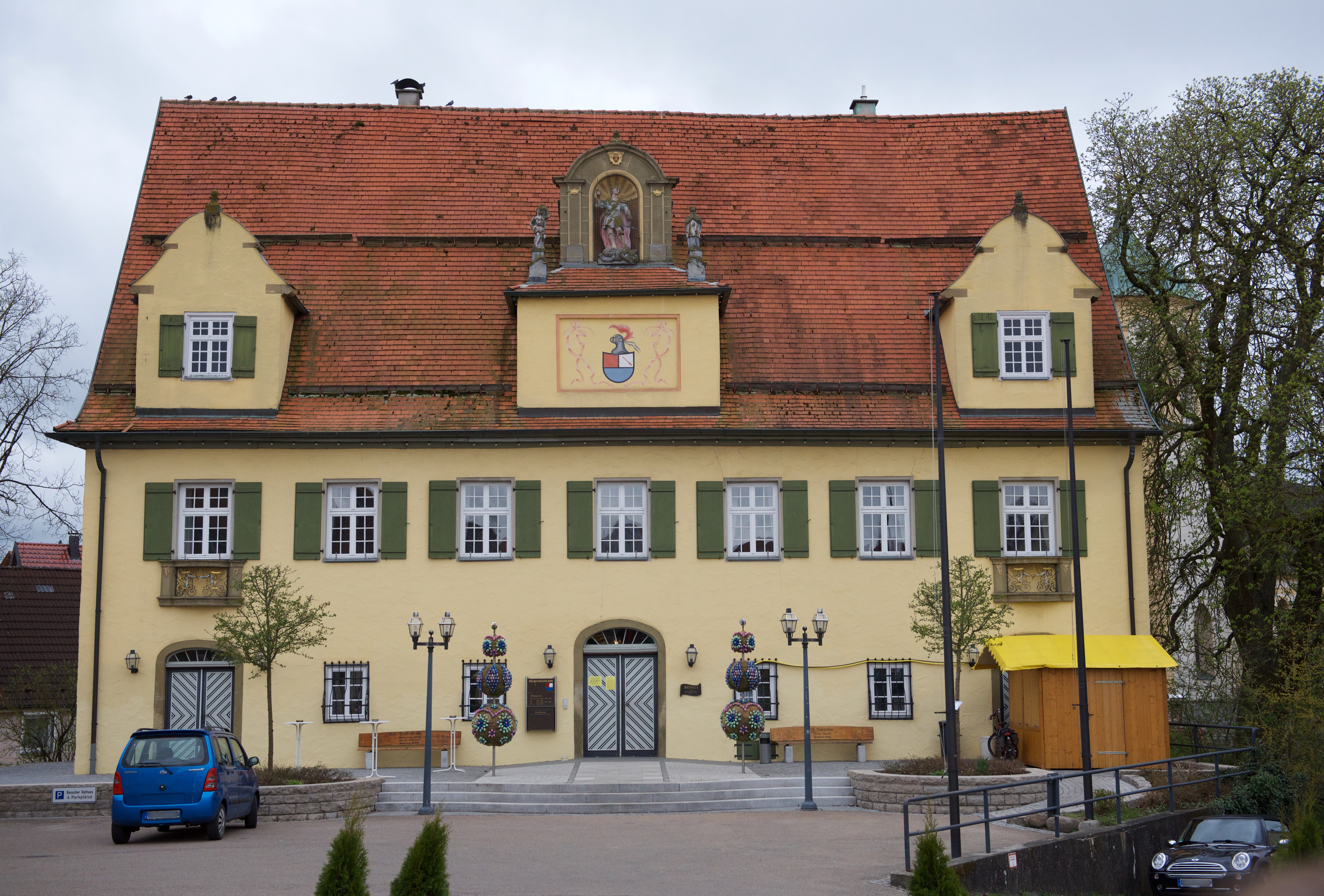
シェヒンゲン城（現在は町役場）

### 行政連合
この町は、ラインツェルに本部を置くラインタール＝フリッケンホーファー自治体行政連合に属している。

### 首長
- 1965年まで: ヨーゼフ・シェフナー
- 1966年 - 1996年: ユルゲン・シャイヒ
- 1996年 - 2020年: ヴェルナー・イェーケル
- 2020年 - : シュテファン・イェーガー

### 議会
シェヒンゲンの町議会は、10議席で構成されている。

## 経済と社会資本
シェヒンゲンは典型的なベッドタウンである。この町には約 220人分の職場しかなく、約900人が町外の職場に勤務し収入を得ている。

### 教育
シェヒンゲンには基礎課程学校が1校ある。自治体行政連合の本課程学校と実科学校がラインツェルにある。この他の学校はシュヴェービッシュ・グミュントにある。幼児には、町立幼稚園とカトリック教会が運営する幼稚園がそれぞれ1園ある。

## 文化と見所

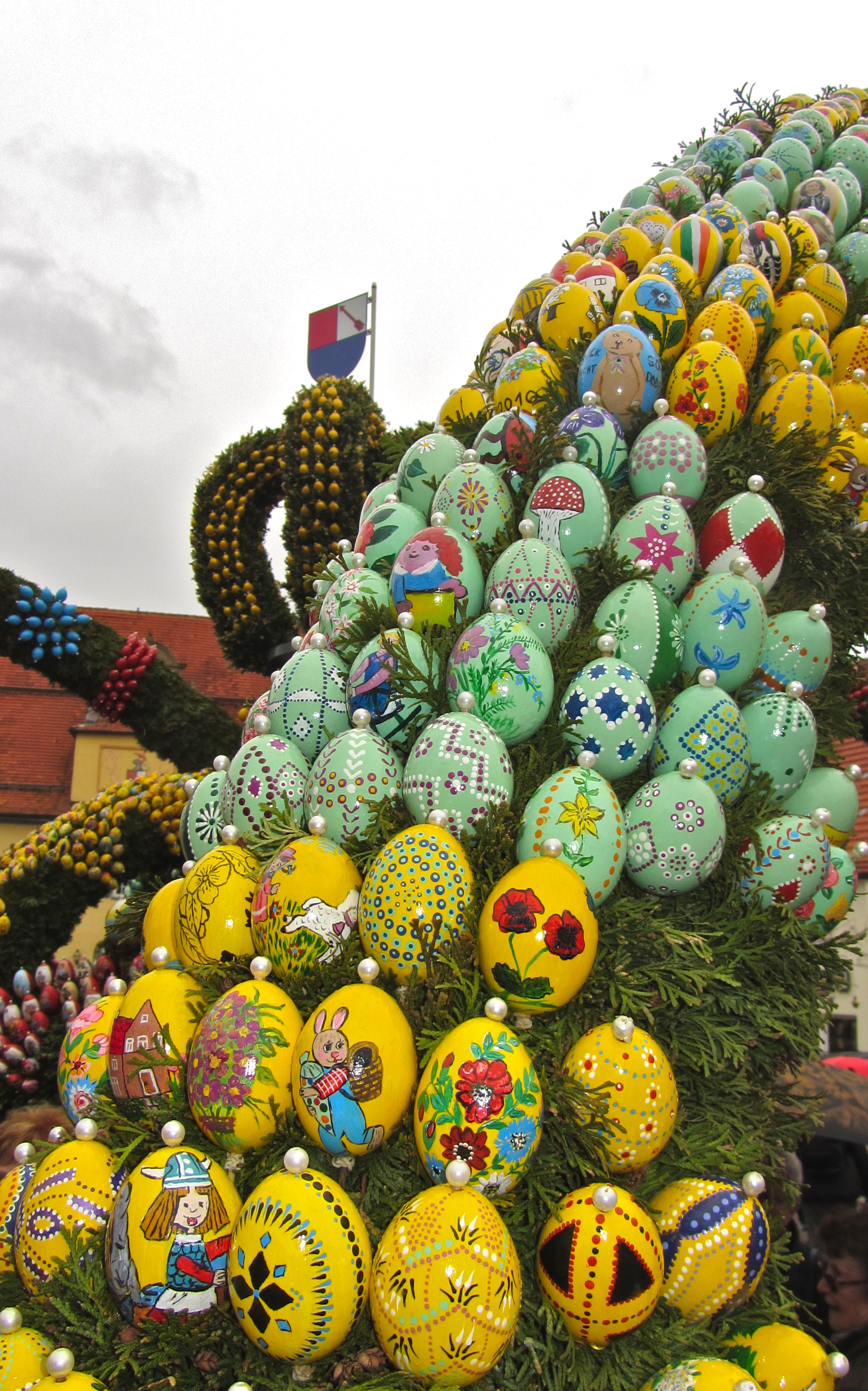
復活祭の泉

### 復活祭の泉
シェヒンゲンでは復活祭の時期になると「復活祭の泉」が設けられる。これは東ヴュルテンベルク最大の復活祭の泉である。この泉には手で彩色された約11,000個のイースターエッグが取り付けられ、毎年何千人もの見物客（2014年は約5万人であった）がこの小さな町を訪れる。

### 屋外プール
現在シェヒンゲンの屋外プールがある場所はかつて、シュロスガルテンヴァイハーと呼ばれる池であった。これは防火用水として利用され、干魃の年には家畜の飲み水としても用いられた。1945年の終戦直前、進軍してくるアメリカ軍を恐れ、人々は武器や弾薬をこの池に投げ込んだ。1955年に町は防火用貯水池を清掃することにした。学校は当時の町長シェフナーに、池を改造して水浴もできるようにして欲しいと請願した。州はプール建設の助成金を交付した。そこで町議会は水泳用プールの建設を決議した。この工事は1962年に始まった1964年7月に、いくつかの制限付きで最初の水浴が行われた。シェヒンゲンの屋外プールは1984年から1986年に全面的に改築され、技術上近代的な状態になされた。2000年に古い衛生施設が取り壊され、新しい衛生上の要件を満たした現在の建物が設けられた。

## 人物

### 出身者
- ヨーゼフ・フォクト（ドイツ語版、英語版）（1895年 - 1986年）古代史学者